# Tatwin
Tatwin (zm. 30 lipca 734) – arcybiskup Canterbury od 731.
Nosił germańskie imię, składające się z wyrazów tat- (czyn) i -win (przyjaciel). Był mnichem w Brendon, kiedy Etelbald, król Mercji, powołał go w 731 roku na arcybiskupa Canterbury.
Jako taki konsekrował biskupów Lindsey i Selsey.